# Ciocănari (okręg Vâlcea)
Ciocănari – wieś w Rumunii, w okręgu Vâlcea, w gminie Măciuca. W 2011 roku liczyła 219 mieszkańców.